# SPÖ Tirol
Die SPÖ Tirol (auch Die neue SPÖ Tirol) ist die Tiroler Landesorganisation der Sozialdemokratischen Partei Österreichs. Sie wurde Ende des 19. Jahrhunderts gegründet. Von 1945 bis 2013 war sie an allen Tiroler Landesregierungen als kleinerer Koalitionspartner der ÖVP beteiligt und stellte durchwegs den zweiten Landeshauptmann-Stellvertreter. Nach den Landtagswahlen vom April 2013 schied die SPÖ Tirol erstmals nach über sechzig Jahren zugunsten der Tiroler Grünen aus der Landesregierung aus. Seit dem 25. Oktober 2022 ist die SPÖ Tirol in der Landesregierung Mattle mit drei Sitzen vertreten. Erstmalig stellt die SPÖ mit Georg Dornauer (bis 2024) bzw. Philip Wohlgemuth (seit 2024) den Ersten Landeshauptmannstellvertreter.

## Geschichtliche Entwicklung

### Die Gründungszeit bis 1914
Die SPÖ Tirol wurde am 28. September 1890, ein Jahr nach dem Einigungsparteitag der sozialistischen Gruppierungen in Hainfeld, gegründet. Die Gründungsversammlung setzte sich aus Teilnehmern aus allen Tiroler Bezirken zusammen und wurde im Gasthaus „Zur Traube“ in Telfs abgehalten. Ziel der Versammlung war es, eine Parteiorganisation nach dem Programm und den Prinzipien des Hainfelder Parteitages aufzubauen.
Als Ziele der neu gegründeten Partei wurden mehrere Forderungen definiert: der Kampf für die Presse- und Versammlungsfreiheit, die Einführung einer Arbeiterschutzgesetzgebung, die Beseitigung des herrschenden Militärsystems zugunsten eines Milizsystems nach dem Muster des Tiroler Landlibells von 1511, die Einführung eines unentgeltlichen Unterrichts sowie religiöse Toleranz. Im Mittelpunkt des politischen Handelns stand der Kampf um das allgemeine, gleiche, geheime und direkte Wahlrecht, das im Jahr 1907 eingeführt wurde. Bereits bei der ersten Wahl im Jahre 1907 zog der Innsbrucker Simon Abram als erster sozialdemokratischer Abgeordneter Deutschtirols in den Reichsrat ein. Das Frauenwahlrecht wurde 1919 eingeführt, die Sozialdemokratin Maria Ducia war 1919 die erste Frau im Tiroler Landtag.
Als agrarisch geprägtes Land verfügte Tirol über einen sehr geringen Anteil an Arbeitern. Die Sozialdemokraten setzten sich daher intensiv für die sozial schwachen Bauern und Landarbeiter ein. Alleine 1895 wurden in Tirol fast 1400 Bauernhöfe versteigert. Die Bemühungen der Sozialdemokraten wurden jedoch 1904 durch die Gründung des Tiroler Bauernbunds zunichtegemacht, der in der konservativ/katholisch geprägten Bauernschaft schnell Fuß fassen konnte.
Vom 29. Oktober bis 2. November 1911 wurde in Innsbruck auch ein sozialdemokratischer Parteitag abgehalten. Ein Gastdelegierter dieses Parteitages war Leo Trotzki, der wenige Jahre später bei der russischen Revolution eine wichtige Rolle spielen sollte.

### Pazifismus und Krieg
Ursprünglich hatte die Tiroler Sozialdemokratie in ihrer Programmatik eine pazifistische Ausrichtung und trat immer wieder lautstark gegen den Militarismus auf. Umso enttäuschender war für viele Arbeiter, dass sich die gesamte Sozialdemokratische Partei in Österreich zu Beginn des Ersten Weltkrieges zur sogenannten „Burgfriedenspolitik“ bekannte, indem sie mit der kriegswilligen Regierung einen Burgfrieden schloss und sich der Kriegspolitik unterwarf. Ab 1916 vollzogen die Sozialdemokraten jedoch einen Schwenk und setzten sich in der Folge mit Vehemenz für den Frieden und für die Wiedereinführung der während des Krieges sistierten politischen und sozialen Rechte ein. Ein Symbol für diesen Kampf war 1916 die Ermordung eines Kriegsbefürworters, nämlich des früheren Ministerpräsidenten Karl Graf von Stürgkh, durch den Sozialdemokraten Friedrich Adler im Wiener Hotel Meissl & Schadn.

### Zwischenkriegszeit bis 1933
1919 wurde Österreich-Ungarn durch den Friedensvertrag von St. Germain zerschlagen, Tirol fand sich im neu gegründeten Staat Österreich wieder. Südtirol musste an Italien abgetreten werden, wo die Südtiroler Arbeiterbewegung bereits vor dem allgemeinen Parteienverbot aus dem Jahr 1926 faktisch aufgelöst wurde. Die Besetzung des Gewerkschaftshauses in Bozen durch italienische Faschisten entzog ihr 1923 wesentliche organisatorische Grundlagen.
Durch diese Ereignisse wurde die Nord- und Osttiroler Sozialdemokratie geschwächt und musste ihre Organisation von Grund auf erneuern. Die Christlichsozialen wurden die bestimmende Kraft in Tirol. Bei den ersten Wahlen zum Nationalrat am 17. Oktober 1920 waren die Christlich-Sozialen siegreich. Auch in Tirol wurden antirepublikanische und antiparlamentarische Tendenzen mit Unterstützung der Heimwehr (Wehrverband der Konservativen) immer stärker. In keinem Bundesland war der Einsatz der Heimwehr so umfassend wie in Tirol, wo die Heimwehr bald alle bürgerlichen Wehrverbände umfasste und auch von der Kirche unterstützt wurde.
In Tirol wurde mit Unterstützung der Landesregierung die Heimwehr schwer bewaffnet. Jeder Widerstand der Arbeiterschaft war aussichtslos, zumal auch das Bundesheer in die Planung der Konservativen eingebaut wurde. Die Folge waren Repressalien gegen den Republikanischen Schutzbund, wobei der Tiroler Heimwehrführer Richard Steidle auch österreichweit eine bedeutende Rolle spielte. Im Jahr 1930 schwor die Heimwehr in Korneuburg einen Eid auf eine Politik der Abkehr von der Demokratie westlicher Prägung. Bereits 1933 forderte Steidle ein Anhaltelager für politische Häftlinge in Tirol.

### Die Sozialdemokraten von 1933 bis 1945
Nachdem Bundeskanzler Dollfuß im März 1933 das Parlament ausgeschaltet und die Demokratie zerschlagen hatte, kam es am 12. Februar 1934 zu einem bewaffneten Widerstand des Republikanischen Schutzbundes. Auch in Tirol wurde am 13. Februar 1934 gekämpft und von den Behörden das Standrecht verkündet. Schutzbündler in Wörgl, Bad Häring und Kirchbichl lieferten dem Bundesheer, der Polizei und der Heimwehr einige Feuergefechte. Es gab Verwundete und es folgten Verhaftungen. Der Streik der Jenbacher Arbeiter wurde unterdrückt. Die „roten Rädelsführer“ in Tirol J. Lenk, J. Oberhofer, J. Astl und andere Mitangeklagte wurden vom Tiroler Landesgericht zu schweren Arreststrafen verurteilt. Die Landesorganisation Tirol des Republikanischen Schutzbundes wurde aufgelöst. In weiterer Folge wurde im Mai 1934 die demokratische Verfassung auch formal aufgehoben und der austrofaschistische Ständestaat ausgerufen.

### Die Vorsitzenden nach 1945
- 1945–1961 Franz Hüttenberger
- 1961–1970 Karl Kunst
- 1970–1981 Herbert Salcher
- 1981–1985 Ernst Fili
- 1985–1994 Hans Tanzer
- 1994–2002 Herbert Prock
- 2002–2012 Hannes Gschwentner
- 2012–2014 Gerhard Reheis
- 2014–2016 Ingo Mayr
- 2016–2018: Elisabeth Blanik[5][6]
- 2018–2024: Georg Dornauer[6][7]
- seit 2024: Philip Wohlgemuth (ab November 2024 vom Landesparteivorstand designiert, im Juni 2025 am Landesparteitag gewählt)[8]

Nach dem am 13. November 2024 bekanntgegebenen Rücktritt von Landeshauptmannstellvertreter und SPÖ-Landesparteiobmann Georg Dornauer folgte Philip Wohlgemuth diesem als Parteichef der SPÖ Tirol und Mitglied der Landesregierung Mattle am 18. Dezember 2024 nach. Der Landesparteivorstand stimmte am 13. November 2024 einstimmig für Wohlgemuth als Nachfolger von Dornauer.

## Bedeutende Persönlichkeiten

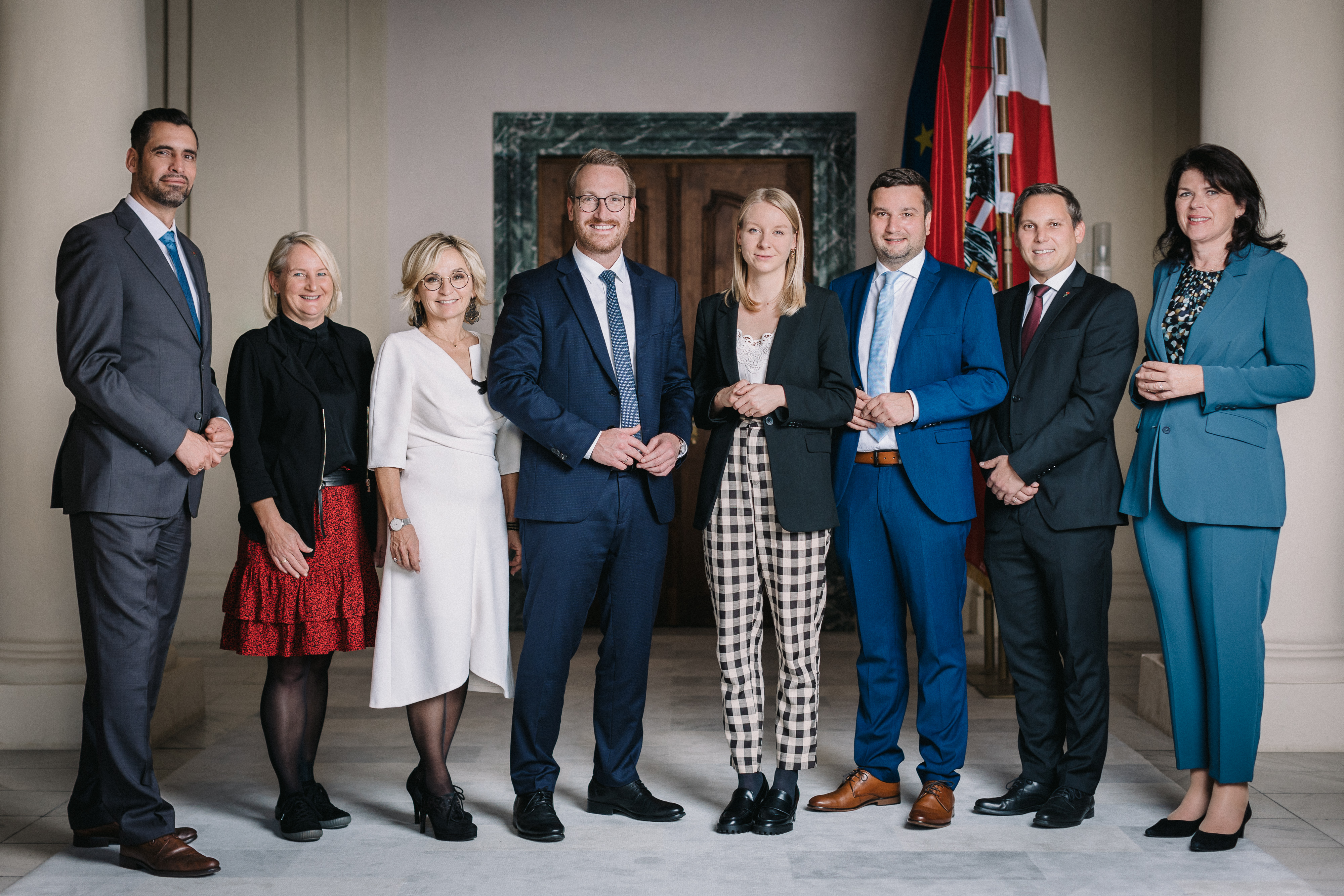
Der SPÖ-Landtagsklub (2022)

- Simon Abram: 1907 Abgeordneter zum Österreichischen Reichsrat, Oktober 1918 bis November 1920 Mitglied der Provisorischen Nationalversammlung bzw. der Konstituierenden Nationalversammlung. Von 1920 bis 1934 Abgeordneter zum Österreichischen Nationalrat
- Franz Gruener: 1919 Mitglied der österreichischen Verhandlungsdelegation in Saint-Germain, Landeshauptmann-Stellvertreter in Tirol 1920 bis 1928. Im selben Jahr aus der Partei ausgetreten.
- Maria Ducia: 1919 erste Frau im Tiroler Landtag, Mandatarin bis 1934
- Adele Obermayr: 1924–1934 Abgeordnete zum Tiroler Landtag, 1943–45 als Widerständlerin ins KZ Ravensbrück deportiert, nach 1945 Landtagsabgeordnete und Bundesrätin
- Herbert Salcher: 1979 bis 1981 Bundesminister für Gesundheit und Umweltschutz und 1981 bis 1984 Bundesminister für Finanzen
- Erwin Niederwieser: 1990 bis 2008 Abgeordneter zum Österreichischen Nationalrat